# Christian Goldbach
Christian Goldbach (Königsberg, 18 marzo 1690 – Mosca, 20 novembre 1764) è stato un matematico tedesco, molto noto per la sua congettura sui numeri primi formulata nel 1742 e ancora aperta.
Nato nella città di Königsberg (oggi chiamata Kaliningrad ed exclave della Russia) figlio di un pastore, Goldbach studiò diritto e matematica. Viaggiò molto attraverso l'Europa e incontrò molti matematici famosi, come Leibniz, Leonhard Euler, Nicolaus I Bernoulli, Nicolaus II Bernoulli, Daniel Bernoulli, Abraham de Moivre ed Hermann. Nel 1725 Goldbach divenne professore di matematica e storico dell'Accademia delle Scienze di San Pietroburgo, appena aperta. Nel 1728 divenne tutore del futuro Zar Pietro II. Nel 1742 divenne membro dello staff del Ministero degli esteri russo.

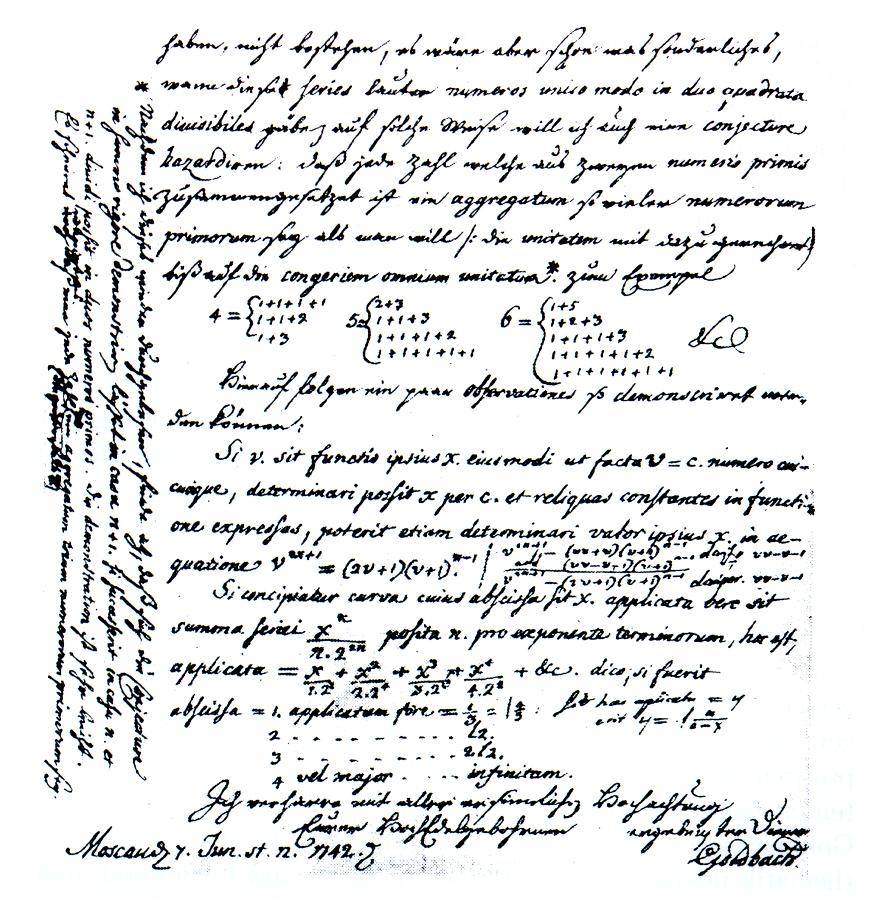
Lettera di Goldbach ad Eulero, 1742

I maggiori contributi di Goldbach riguardano la teoria dei numeri.
Altri suoi lavori hanno come argomenti lo studio delle curve, le serie infinite e l'integrazione delle equazioni differenziali.